# Lista siturilor arheologice din județul Argeș - R
Lista siturilor arheologice din județul Argeș - R conține toate siturile arheologice din județul Argeș înscrise în Repertoriul Arheologic Național (RAN) și aflate în localități al căror nume începe cu litera R. RAN este administrat de Ministerul Culturii și Patrimoniului Național și cuprinde date științifice, cartografice, topografice, imagini și planuri, precum și orice alte informații privitoare la zonele cu potențial arheologic, studiate sau nu, încă existente sau dispărute.
Puteți căuta un sit din localitățile care încep cu litera R folosind formularul de mai jos sau puteți naviga prin toate siturile din județ la Lista siturilor arheologice din județul Argeș.
| Cod RAN                                   | Denumire | Localitate                         | Adresă                          | Datare             | Descoperit | Coordonate                                    | Imagine           | Erori            |
| ----------------------------------------- | --- | ---------------------------------- | ------------------------------- | ------------------ | ---------- | --------------------------------------------- | ----------------- | ---------------- |
| 17897.01.01 (Cod LMI: AG-I-m-A-13373.01)  | Ansamblul curților boierești medievale de la Retevoiești - "Siliște" / ansamblu anonim (Categorie: structură de cult/religioasă) (Tip: Biserică)                                                            | sat Retevoiești, comuna Pietroșani | Siliște                         | sec. XV - XVI      |            | 45°08′26″N 24°50′30″E / 45.14056°N 24.84167°E | Încărcați imagine | Raportați eroare |
| 17897.01.02 (Cod LMI: AG-I-m-A-13373.02)  | Ansamblul curților boierești medievale de la Retevoiești - "Siliște" / ansamblu Incinta ansamblului curților boierești din "Siliște" - Retevoiești (Categorie: structură de cult/religioasă) (Tip: Incintă) | sat Retevoiești, comuna Pietroșani | Siliște                         | sec. XV - XVI      |            | 45°08′26″N 24°50′30″E / 45.14056°N 24.84167°E | Încărcați imagine | Raportați eroare |
| 17897.02.01 (Cod LMI: AG-I-m-A-13374.02)  | Situl arheologic de la Retevoiești - "Cotul Mătușii" / ansamblu anonim (Categorie: locuire civilă) (Tip: Așezare)                                                                                           | sat Retevoiești, comuna Pietroșani | Cotul Mătușii                   | Sălcuța            |            | 45°08′26″N 24°50′33″E / 45.14056°N 24.8425°E  | Încărcați imagine | Raportați eroare |
| 17897.02.02 (Cod LMI: AG-I-m-A-13374.01)  | Situl arheologic de la Retevoiești - "Cotul Mătușii" / ansamblu anonim (Categorie: locuire civilă) (Tip: Așezare)                                                                                           | sat Retevoiești, comuna Pietroșani | Cotul Mătușii                   | Tei                |            | 45°08′26″N 24°50′33″E / 45.14056°N 24.8425°E  | Încărcați imagine | Raportați eroare |
| 15180.01.01 (Cod LMI: AG-I-m-A-13372.05)  | Situl arheologic de la Râncăciov - "Dealul Olarului" / ansamblu anonim (Categorie: locuire civilă) (Tip: Așezare)                                                                                           | sat Râncăciov, comuna Călinești    | Dealul Olarului                 | Gumelnița          |            | 44°51′51″N 25°01′22″E / 44.86417°N 25.02278°E | Încărcați imagine | Raportați eroare |
| 15180.01.02 (Cod LMI: AG-I-m-A-13372.04)  | Situl arheologic de la Râncăciov - "Dealul Olarului" / ansamblu anonim (Categorie: locuire civilă) (Tip: Așezare)                                                                                           | sat Râncăciov, comuna Călinești    | Dealul Olarului                 |                    |            | 44°51′51″N 25°01′22″E / 44.86417°N 25.02278°E | Încărcați imagine | Raportați eroare |
| 15180.01.03 (Cod LMI: AG-I-m-A-13372.02)  | Situl arheologic de la Râncăciov - "Dealul Olarului" / ansamblu anonim (Categorie: locuire civilă) (Tip: Așezare)                                                                                           | sat Râncăciov, comuna Călinești    | Dealul Olarului                 |                    |            | 44°51′51″N 25°01′22″E / 44.86417°N 25.02278°E | Încărcați imagine | Raportați eroare |
| 15180.01.04 (Cod LMI: AG-I-m-A-13372.03)  | Situl arheologic de la Râncăciov - "Dealul Olarului" / ansamblu anonim (Categorie: locuire civilă) (Tip: Așezare)                                                                                           | sat Râncăciov, comuna Călinești    | Dealul Olarului                 |                    |            | 44°51′51″N 25°01′22″E / 44.86417°N 25.02278°E | Încărcați imagine | Raportați eroare |
| 15180.01.05 (Cod LMI: AG-I-m-A-13372.01)  | Situl arheologic de la Râncăciov - "Dealul Olarului" / ansamblu anonim (Categorie: locuire civilă) (Tip: Așezare)                                                                                           | sat Râncăciov, comuna Călinești    | Dealul Olarului                 | sec. XIV           |            | 44°51′51″N 25°01′22″E / 44.86417°N 25.02278°E | Încărcați imagine | Raportați eroare |
| 18536.01.01 (Cod LMI: AG-I-s-A-13375)     | Castellum-ul de la Rucăr - "Scărișoara" / ansamblu anonim (Categorie: locuire militară) (Tip: Castellum) | sat Rucăr, comuna Rucăr            | Scărișoara sau Câmpul Rucărului | înc. sec. II       |            |                                               | Încărcați imagine | Raportați eroare |
| 15180.02.01 (Cod LMI: AG-II-m-A-13772.01) | Ansamblul mănăstirii medievale Râncăciov / ansamblu Biserica - Râncăciov 1 (Categorie: structură de cult/religioasă) (Tip: Biserică de lemn)                                                                | sat Râncăciov, comuna Călinești    |                                 | 1481-1485          |            |                                               | Încărcați imagine | Raportați eroare |
| 15180.02.02 (Cod LMI: AG-II-m-A-13772.01) | Ansamblul mănăstirii medievale Râncăciov / ansamblu Biserica "Intrarea în Biserică"- Râncăciov 2 (Categorie: structură de cult/religioasă) (Tip: biserică)                                                  | sat Râncăciov, comuna Călinești    |                                 | 1647-1648          |            |                                               | Încărcați imagine | Raportați eroare |
| 15180.02.03 (Cod LMI: AG-II-m-A-13772.01) | Ansamblul mănăstirii medievale Râncăciov / ansamblu Biserica "Intrarea în Biserică"- Râncăciov 3 (Categorie: structură de cult/religioasă) (Tip: Biserică)                                                  | sat Râncăciov, comuna Călinești    |                                 | 1847-1848          |            |                                               | Încărcați imagine | Raportați eroare |
| 15180.02.04 (Cod LMI: AG-II-m-A-13772.02) | Ansamblul mănăstirii medievale Râncăciov / ansamblu anonim (Categorie: structură de cult/religioasă) (Tip: Chilii)                                                                                          | sat Râncăciov, comuna Călinești    |                                 | sec. XV - sec. XIX |            |                                               | Încărcați imagine | Raportați eroare |
| 15180.02.05 (Cod LMI: AG-II-m-A-13772.03) | Ansamblul mănăstirii medievale Râncăciov / ansamblu Ruine anexe (Categorie: structură de cult/religioasă) (Tip: Anexe)                                                                                      | sat Râncăciov, comuna Călinești    |                                 | sec. XV - sec. XIX |            |                                               | Încărcați imagine | Raportați eroare |
| 15180.02.06 (Cod LMI: AG-II-m-A-13772.04) | Ansamblul mănăstirii medievale Râncăciov / ansamblu Ruine turnul porții (Categorie: structură de cult/religioasă) (Tip: Turn)                                                                               | sat Râncăciov, comuna Călinești    |                                 | sec. XV - sec. XIX |            |                                               | Încărcați imagine | Raportați eroare |
| 17897.04 (Cod LMI: AG-IV-m-A-13991)       | Cruce de piatră la Retevoiești (Categorie: structură de cult/religioasă) (Tip: cruce) | sat Retevoiești, comuna Pietroșani |                                 | 1740               |            |                                               | Încărcați imagine | Raportați eroare |
| 17897.05 (Cod LMI: AG-IV-m-A-13992)       | Cruce de piatră "a lui Tudor" la Retevoiești (Categorie: structură de cult/religioasă) (Tip: cruce) | sat Retevoiești, comuna Pietroșani |                                 | 1791               |            |                                               | Încărcați imagine | Raportați eroare |
| 18536.03 (Cod LMI: AG-IV-m-A-13993)       | Cruce de piatră "a Bastii" la Rucăr (Categorie: structură de cult/religioasă) (Tip: cruce) | sat Rucăr, comuna Rucăr            |                                 | 1671               |            |                                               | Încărcați imagine | Raportați eroare |
| 18536.04 (Cod LMI: AG-IV-m-A-13994)       | Cruce de piatră "a Lăncii" la Rucăr (Categorie: structură de cult/religioasă) (Tip: cruce) | sat Rucăr, comuna Rucăr            |                                 | cca. 1670          |            |                                               | Încărcați imagine | Raportați eroare |
| 18536.05 (Cod LMI: AG-IV-m-A-13995)       | Cruce de piatră la Rucăr (Categorie: structură de cult/religioasă) (Tip: cruce) | sat Rucăr, comuna Rucăr            |                                 | 1723               |            |                                               | Încărcați imagine | Raportați eroare |
| 18536.06 (Cod LMI: AG-IV-m-A-13996)       | Cruce de piatră "Olteanu" la Rucăr (Categorie: structură de cult/religioasă) (Tip: cruce) | sat Rucăr, comuna Rucăr            |                                 | 1735               |            |                                               | Încărcați imagine | Raportați eroare |
| 18536.07 (Cod LMI: AG-IV-m-A-13997)       | Cruce de piatră la Rucăr (Categorie: structură de cult/religioasă) (Tip: cruce) | sat Rucăr, comuna Rucăr            |                                 | 1614               |            |                                               | Încărcați imagine | Raportați eroare |
| 18536.08 (Cod LMI: AG-IV-m-A-13998)       | Cruce de piatră la Rucăr (Categorie: structură de cult/religioasă) (Tip: cruce) | sat Rucăr, comuna Rucăr            |                                 | 1669-1672          |            |                                               | Încărcați imagine | Raportați eroare |
| 18536.09 (Cod LMI: AG-IV-m-A-13999)       | Cruce de piatră la Rucăr (Categorie: structură de cult/religioasă) (Tip: cruce) | sat Rucăr, comuna Rucăr            |                                 | 1678-1688          |            |                                               | Încărcați imagine | Raportați eroare |
| 18536.10                                  | Cruce de piatră la Rucăr (Categorie: structură de cult/religioasă) (Tip: cruce) | sat Rucăr, comuna Rucăr            |                                 | 1710               |            |                                               | Încărcați imagine | Raportați eroare |